# Werner Pagenstecher
Werner Pagenstecher (* 24. August 1609 in Steinfurt; † 25. September 1668 ebenda) war ein deutscher Jurist.

## Leben
Werner Pagenstecher war ein Sohn des Juristen Johann Pagenstecher (1575–1650) und der Anna Lölevinck (1582–1655). Er studierte Jurisprudenz an mehreren auswärtigen Universitäten,  u. a. in Leiden und Gröningen, bereiste daraufhin Frankreich und England und erlangte am 12. April 1634 in Orléans den Grad eines Doktors der Rechte. Nach seiner Rückkehr wurde er als Richter in Schüttdorf und Bentheim angestellt; auch war er Gograf in Emsbüren. 1641 trat er in die Dienste des Grafen zu Limburg, als Vizedrost, Amtmann, Richter und Freigraf in der westfälischen Reichsherrschaft Gemen. Als die Landgräfin Amelie Elisabeth, Regentin von Hessen, 1645 das münstersche Amt Bocholt besetzte, berief sie Pagenstecher zu ihrem Oberamtmann und verwendete ihn zu manchen Spezialkommissionen. In Bocholt fungierte er auch als hessischer Oberrichter und Justitiar. Da 1650 Hessen das Amt wieder abtrat, verließ er diesen Dienst und trat eine Professur in Steinfurt an. 1655 wurde er zugleich Richter und schlug in der Folge ihm angebotene Professuren in Heidelberg, Frankfurt an der Oder und Rinteln aus. Die Landgräfin von Hessen brauchte ihn noch immer zu in- und ausländischen Geschäften. 1659 wurde er zum Mitschiedsrichter ernannt, um die Streitigkeiten zwischen Brandenburg, Pfalz und den Staaten von Gelderland zu beenden. 1668 starb er im Alter von 59 Jahren in Steinfurt.
Pagenstecher hatte am 2. September 1639 in Steinfurt Maria Elisabeth Rutgersius (1618–1669) geheiratet, mit der er neben mehreren Töchtern einen einzigen Sohn Johann Winand Pagenstecher (1649–1688) hatte. Dieser wirkte als bentheim-steinfurtischer Geheimrat und Hofrichter und hinterließ keine Erben.